# 齋藤高吉
齋藤 高吉（さいとう たかよし）は日本のゲームクリエイター。冒険企画局所属。

## 来歴
徳島県出身。2003年にテーブルトークRPG『墜落世界』、2005年に『サヴェッジ・サイエンス』を発表。以後、『サタスペ』、『迷宮デイズ』、『ハンターズ・ムーン』などのテーブルトークRPG作品の制作に参加する。

## 作品リスト

### テーブルトークRPG
- 『スカベンジャーRPG 墜落世界』　キルマーク・ゲームズ、2003年。イラストは吉井徹。
- 『サヴェッジ・サイエンス』　ホビーベース、2005年。 - イラストは龍輝雅龍。
  - 『サヴェッジ・サイエンス トライアルズVol.1 宇宙帝国の滅亡』　ホビーベース、2005年。 - サプリメント
  - 『サヴェッジ・サイエンス トライアルズVol.2 緑の革命』　ホビーベース、2005年。 - サプリメント
  - 『サヴェッジ・サイエンス トライアルズVol.3 邪神誕生』　ホビーベース、2005年。 - サプリメント
  - 『サヴェッジ・サイエンス トライアルズVol.4 狂った歯車』　ホビーベース、2006年。 - サプリメント
  - 『サヴェッジ・サイエンス トライアルズVol.5 異端の終焉』　ホビーベース、2006年。 - サプリメント
- 『アジアンパンクRPG サタスペ』　新紀元社、2008年。 - 共著
- 『シニカルポップ・ダンジョンシアター 迷宮デイズ』　冒険企画局、2008年。 - ゲームデザイン。『迷宮キングダム』で現代を舞台としたエクスパンション。イラストはヨギ。
- 『ホラーアクションRPG ハンターズ・ムーン』　新紀元社、2010年。 - ゲームデザイン。イラストは伯父。
  - 『ハンターズ・ムーン2 スローター・サイクル』　新紀元社、2010年。 - ゲームデザイン。
  - 『ハンターズ・ムーン3 ロスト・ターゲット』　新紀元社、2011年。 - ゲームデザイン。
- 『ヴァンパイアハントRPG ブラッド・クルセイド』　新紀元社、2011年。 - ゲームデザイン。イラストは伯父。
- 『リアリティショーRPG キルデスビジネス』　新紀元社、2013年。 - ゲームデザイン。イラストはMRホワイト。

#### リプレイのプレイヤー
- 『ご近所メルヒェンRPG ピーカーブー』 - ノワール
- 『シノビガミ乱 不帰城』 - 鶚丸

### ゲームブック
- 『名探偵コナン 『嗤う黒猫』殺人事件』　メディアファクトリー、2009年。 - 冒険企画局共著。ARG。

### 雑誌
- 「妄想性RPG」 - 「Role&Roll」誌連載　新紀元社
- 「RPGamer」　国際通信社